# مجلة الفجر (الكويت)
مجلة الفجر هي مجلة كويتية اسبوعية صدر العدد الأول في 2 فبراير 1955م عن (لسان نادي الخريجين).
في عودة (الفجر) بعد الاحتجاب صار يعقوب الحميضي رئيساً لتحريرها وظهرت أكثر مقالاتها بلا توقيع.
مجلة الفجر تعتبر أول مجلة حاولت إدخال الفن الصحفي على اسسه العصرية، بأسلوب الصحيفة اليومية، في اهتمامها بالخبر وطريقة صياغتها له، وتصدير المقال الافتتاحي واختيار الخطوط والصور في الصفحات، ومحاولة تغطية أخبار المنطقة العربية كلها، والاهتمام بالسياسة العالمية، ولم يكن ذلك على حساب اهتماماتها المحلية، فصفحة الرياضة وصفحة المرأة من الأركان الثابتة ف يكافة اعدادها تقريباً.
وقد شهدت هذه المجلة من أحداث الفترة على المستوى المحلي والعربي والعالمي ما جعلها تتخذ موقفاً واضحا إلى جانب التقدم والقومية والحرية بأسلوب لا يخلو من الحدة أحياناً.

## الحدة في العناوين
على المستوى المحلي كانت الكويت تجتاز فترة التجريب في تطبيق الأسلوب الديمقراطي بالنسبة للحكم، ولم تكن الأجهزة الإدارية على قدر من الكفاية أو التنظيم يسمح لهذه الأجهزة بأن تواجه التوسع الفجائي في الخدمات المطلوب بذلها، وإحساب التصرف في الميزانية الضخمة التي أصبحت ترصد لها، فكانت (الفجر) تهاجم سياسة الحكومة من هاتين الزاويتين.
كما يمكن اعتبارها أول صحيفة هاجمت مع مجلة الشعب معاهدة الحماية البريطانية في عناوين رئيسية واضحة، ففي العدد 26 الصادر بتاريخ 13 مايو 1958م كتبت مقالاً حاداً بعنوان (المعتمد يهين الكويت حكومة وشعباً... إلى متى تستمر معاهدة الحماية؟).
وعلى المستوى العربي كانت المجلة تنهج نفس الأسلوب في الانحياز لما تراه في صالح قضية العروبة والتقدم، وتهاجم اعداءها بغير هوادة، هذا على الرغم من أن الكويت -حتى تلك الفترة- لم تكن قوة مؤثرة في السياسية العربية بالوزن الذي تؤثر به اليوم.

### بعض العناوين المثيرة
- في عدد 13 مايو 1958م: شعب لبنان يخوض غمار ثورة دامية ضد حكامه الطغاة.
- في عدد 29 يوليو 1958م: نطالب الانضمام بالركب المتحرر وتعني الانضمام إلى مصر وسوريا في دولة الوحدة.
- في عدد 2 ديسمبر 1958م: هذا بترولكم يا جمال

## توقف المجلة وعودتها
بعد صدور 17 عدداً، وظلت محتجبة ما يقارب 3 سنوات، فظهر العدد الثامن عشر في 10 مارس 1958م وتشير عبارات مقدمة العدد إلى هذا التعطيل وترجعه إلى قانون المطبوعات الذي اشترط تفرغ رئيس التحرير للعمل الصحفي، وتنتقد الصحيفة القانون وتصفه بأنه غير ممكن التنفيذ؛ لأن الصحافة في الكويت غير حزبية وكل هدفها أن تحقق الإصلاح.

## مميزات الفجر
لمجلة الفجر ميزتين، اولاهما انها لم تخل من اهتمام بالأدب، وكانت تستكتب أحياناً اقلاماً على جانب من الجودة، وقد نشرت الكثير من القصص بلا توقيع، وأول قصة نشرت منسوبة إلى صاحبها هي قصة (رسالة من حسن) لغسان كنفاني -المناضل الفلسطيني والأديب- الذي كان مقيماً بالكويت في ذلك الوقت.
وثانيتها انها كانت مثل مجلة الايمان وما تفرع عنها، تعنى بتعليم مبادئ السياسة وتحاول نشر الوعي الوطني والاجتماعي، ولكن بأسلوب أكثر تشويقاً وبعيداً عن الخطابة.

## ابرز المحررين
- خالد الخرافي
- عبد الوهاب محمد
- مرزوق خالد الغنيم